# Etika
Etika, egentligen Desmond Daniel Amofah, född 12 maj 1990 i Brooklyn, död 19 juni 2019 i New York, var en amerikansk youtubare, streamare, rappare och modell. Han var känd för sina videor om olika Nintendo-produkter och spel. När han avled hade hans Youtubekanal 1 300 000 prenumeranter.
Etika begick självmord genom att dränka sig i East River efter att under en tid ha lidit av psykisk ohälsa.